# Via dell'incenso

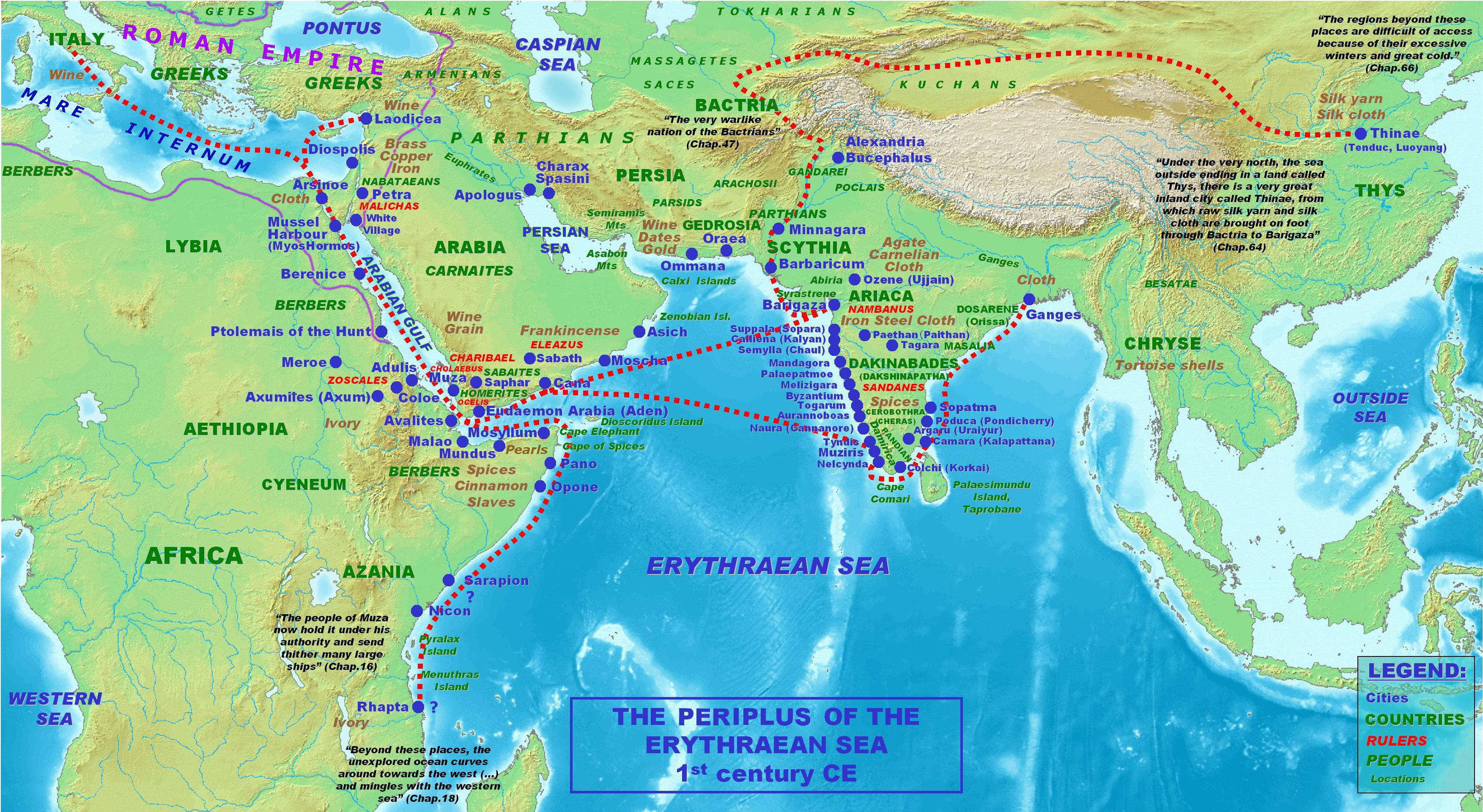
Vie marittime romane di scambio con l'India, secondo il Periplus maris erythraei del I secolo d.C.

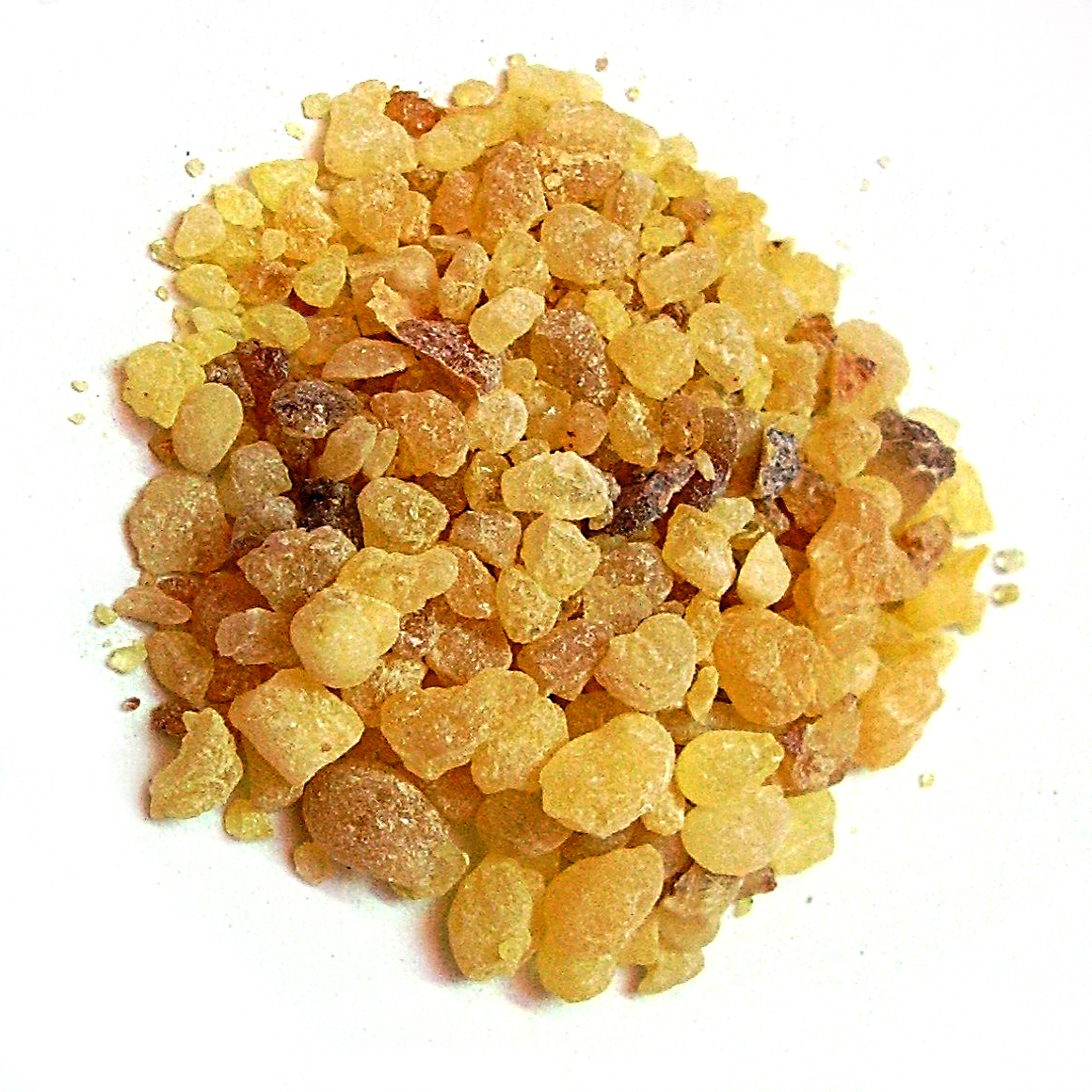
Grani d'incenso

La via dell'Incenso era una tratta carovaniera che collegava l'estremità della Penisola arabica (l'Oman e lo Yemen) con il Mediterraneo, in uso fin dall'epoca dei romani.
La via carovaniera era particolarmente importante perché trasportava le merci che arrivavano via mare dall'India e dall'Estremo Oriente, tra le quali viaggiavano le essenze profumate (oltre all'incenso che ne dà il nome, il sandalo, il muschio, lo bdellio, la mirra, il balsamo, e altri aromata ancora), la canfora, il bambù, le preziose spezie usate per l'alimentazione e la conservazione dei cibi (pepe, noce moscata, chiodi di garofano e cinnamomo), sostanze usate per la farmacopea e la cosmesi, l'oro, l'argento e le pietre preziose, oltre a merci meno pregiate come riso, cereali e zucchero di canna.
Nella Penisola arabica due erano le carovaniere che la percorrevano in senso longitudinale: una (la preferita) era la cosiddetta "strada del Mar Rosso" che collegava l'oasi yemenita di Najrān a Gaza e che passava per la Tihama e l'Hijaz, toccando Ta'if, Mecca e Yathrib, Dedan/al-Hijr/Mada'in Salih, per poi costeggiare la penisola del Sinai e giungere alla sua meta finale, l'altra via carovaniera (di minore rilevanza commerciale, forse gestita dai Minei) era invece quella che correva a oriente del Rub' al-Khali, costeggiando il Golfo Persico, e che collegava l'Oman alla Mesopotamia e quindi all'altopiano iranico.
Lungo la "strada del Mar Rosso" le carovane di dromedari raggiungevano in alcuni casi una consistenza di 2.500 bestie, alcune addette al trasporto delle merci, altri a quello degli uomini e dell'occorrente per il lungo viaggio: 90 giorni per giungere da un estremo all'altro della "via dell'incenso".
Si vuole che proprio la "Via del Mar Rosso" abbia grandemente favorito la diffusione delle idee e delle conoscenze, nonché l'affermazione economica e politica della città di Mecca, agevolando nel VII secolo il proselitismo di Muhammad e dell'Islam che egli predicò con successo nel volgere di pochissimi decenni, anche se tale tesi è stata non senza qualche efficacia contestata dalla studiosa danese Patricia Crone.